# Inhaltsverzeichnis
Ein Inhaltsverzeichnis (kurz IHV) ist ein stichwortartiges Verzeichnis. Es gibt einen Überblick zum Inhalt eines Mediums.

## Sinn und Notwendigkeit
Der Sinn eines Inhaltsverzeichnisses leitet sich aus dessen Funktion ab, schnell bzw. mit einem oder wenigen Blicken einen Überblick über das jeweilige Werk zu vermitteln. Es bildet die jeweils relevanten Themenbereiche ab, zeigt ggf. den „Roten Faden“ und mitunter die Kerngedanken auf und erleichtert auch die Suche nach besonders interessierenden Abschnitten. Die Notwendigkeit hängt maßgeblich vom Umfang des Buches ab.

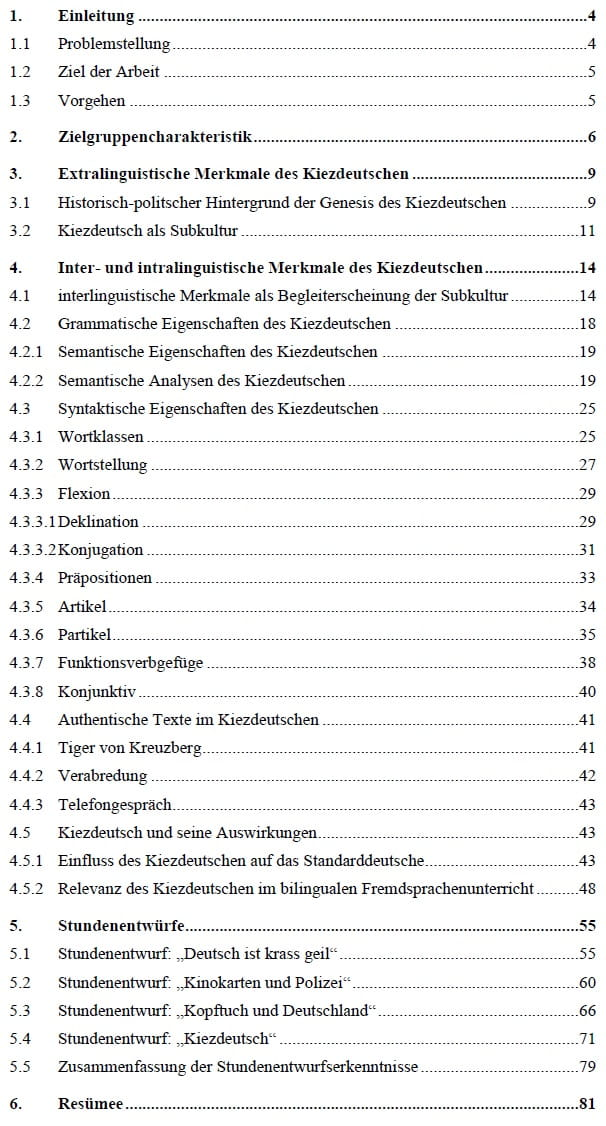
Inhaltsverzeichnis wissenschaftliche Arbeit

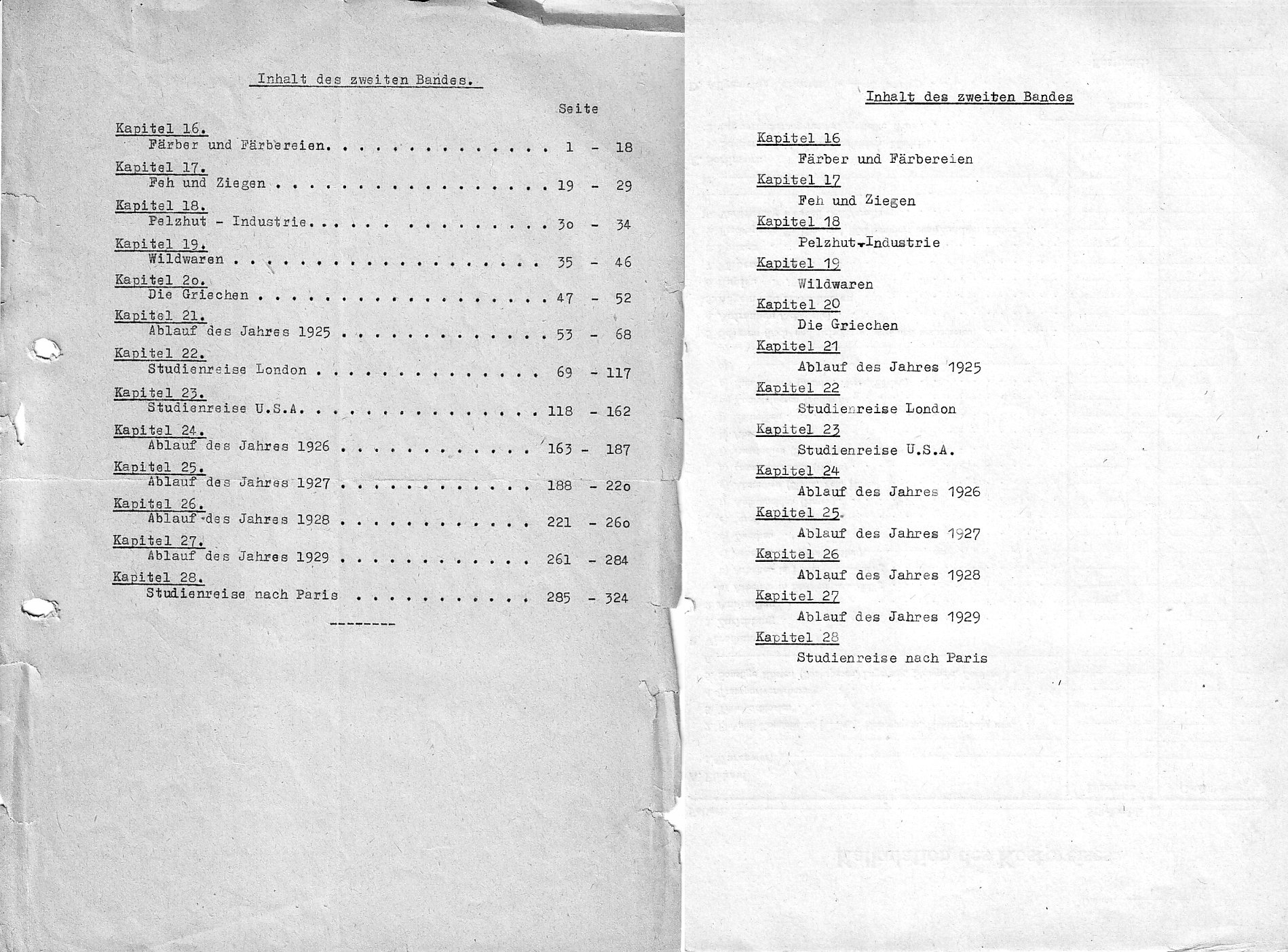

Meist wird bei der Vorarbeit zu einem Buch entschieden, ob es ein Inhaltsverzeichnis erhält oder nicht. Ein Auswahlkriterium ergibt sich oft schon aus der Buchgattung. So wird man etwa bei einem kurzen Roman auf ein Inhaltsverzeichnis verzichten, es aber bei einem Gedichtband in der Regel anfügen, um einen schnellen Zugriff auf die einzelnen Gedichte zu ermöglichen. Das Inhaltsverzeichnis ist die Zusammenfassung von Kapitelüberschriften, wobei aber auch weitere Zwischenüberschriften möglich sind, die nicht Eingang ins voran- oder nachgestellte Inhaltsverzeichnis finden.
Wissenschaftliche Publikationen haben stets eine Gliederung. Die mit Seitenzahlen versehene Gliederung ist das Inhaltsverzeichnis; manchmal werden zwecks Kürzung des IHV nachgeordnete Ebenen weggelassen und z. B. nur die obersten drei Ebenen im IHV aufgelistet. Daneben haben die meisten wissenschaftlichen Publikationen zusätzliche Verzeichnisse, z. B. Literaturverzeichnis, Abbildungsverzeichnis bzw. Abkürzungsverzeichnis. Die Verzeichnisse dienen der Orientierung innerhalb des Werkes und seiner thematischen Einordnung.
Ein (meist zusätzliches) Verzeichnis, das dem Auffinden von Schlagwörtern dient und nicht nach der Gliederung des Werks geordnet ist, wird als Register oder Index bezeichnet. 
Auch Wikipedia-Artikel verfügen in der Regel und abhängig vom Umfang über automatisch generierte Inhaltsverzeichnisse. Dieses kann auch ausgeblendet werden. Im Unterschied zu Druckerzeugnissen beinhaltet dieses Verzeichnis keine Seitenangaben, sondern Links zu den Abschnitten. Der Vorzug eines Inhaltsverzeichnisses besteht hier nicht nur darin, einen Überblick über den Artikel zu vermitteln und die Struktur wiederzugeben, sondern es sind dadurch auch die einzelnen Abschnitte direkt adressierbar und in anderen Artikeln der Wikipedia und darüber hinaus auf externen Internetseiten verlinkbar. Wird die Generierung eines Inhaltsverzeichnisses unterdrückt, so ist eine solche Verlinkung nicht möglich.

## Position
„Inhaltsverzeichnisse stehen vorn oder hinten im Buch. Sie sollen dort stehen, wo der Leser sie sucht; auf jeden Fall ganz vorn, direkt hinter dem Haupttitel, oder ganz hinten, keinesfalls hinter dem Vorwort oder am Schluss des Buches vor einer Reihe von Anzeigen.“
Wie das Titelblatt steht auch das Inhaltsverzeichnis auf einer Recto-Seite, oftmals auf Seite 5. Bei einem Nachschlagewerk befindet sich das Inhaltsverzeichnis meist beim Register, Dokumentenanhang, der Zeittafel oder anderen Übersichten am Ende des Buches. Ein am Ende stehendes Inhaltsverzeichnis bringt Vorteile etwa für den Hersteller: Wird ein Manuskript oder Teile davon in den Druck gegeben, bevor das Inhaltsverzeichnis erstellt wird, muss der Drucker den Titelbogen für ein vorne stehendes Verzeichnis zurückstellen. Den Titelbogen kann er erst dann fertigstellen, wenn ihm das Inhaltsverzeichnis vorliegt. Steht das Verzeichnis am Ende des Buches, bleibt dem Drucker dieser zusätzliche Arbeitsaufwand erspart. Ein weiterer Vorteil des hinten stehenden Inhaltsverzeichnisses ist, dass es „zusammen mit Register, Bildverzeichnis und anderen Übersichten die letzte Möglichkeit bietet, durch Zusammenpressen oder weiteres Durchschießen des Satzes, durch Verändern der Schriftgröße und anderes, das Buch auf den gewünschten Umfang zu bringen.“ Der Grund hierfür kann neben schlechtem Vorarbeiten und ungenauer Umfangberechnung auch ein verspäteter Änderungswunsch sein.

## Satz
Soll ein Inhaltsverzeichnis benutzbar sein, muss es über besondere Übersichtlichkeit verfügen. Auch der Satzspiegel birgt einige Schwierigkeiten: Wird er in der Größe des restlichen Buches belassen, kommt es oft zu großen Lücken zwischen Kapitelüberschrift und Seitenzahlen, die oft mit Punkten aufgefüllt werden.
Wird die Größe des Satzspiegels nun verändert, sollte darauf geachtet werden, dass Satzbreite und Text in einem angemessenen Verhältnis zueinander stehen. „Die Aufgabe des Typografen ist es nun, diese schmale Kolumne harmonisch in das Buch einzufügen.“ Dafür gibt es viele Möglichkeiten: Das Verzeichnis kann an eine Kante des Satzspiegels, aber auch – wenn es besonders lang ist – zweispaltig gesetzt werden. Der Buchgestalter entscheidet, ob „Inhaltsverzeichnis“, „Inhaltsübersicht“, nur „Inhalt“, „Seite“, „Seitenzahl“ oder Ähnliches über den Kolumnen steht. Die Seitenzahl wird meist hinter dem Stichwort aufgeführt, in seltenen Fällen auch davor.
In wissenschaftlichen Büchern wird das Inhaltsverzeichnis häufig untergliedert, um die aufgeführten Themen überschaubar darzustellen. Dies kann durch verschiedene Auszeichnungsschriften, halbfett oder kursiv, mit Ergänzungszeilen, mit Abständen und eingerückten Zeilen erreicht werden. Um das Inhaltsverzeichnis übersichtlich zu halten, beschränkt man sich dabei üblicherweise auf höchstens drei Ebenen. Werden zusätzliche Ebenen gewünscht kann man ein detaillierteres Verzeichnis am Anfang jedes Kapitels einfügen.
Einige Bücher benötigen kein Inhaltsverzeichnis. Dies sind unter anderem Nachschlagewerke. Bei diesen Büchern übernimmt das Register oder der Kolumnentitel diese Aufgabe.

## Verweis
Seit 2002 werden vorwiegend im deutschsprachigen Raum und in den USA von bzw. für Bibliotheken Millionen von Inhaltsverzeichnissen von meist wissenschaftlichen Büchern und Sachbüchern digitalisiert und suchbar gemacht. Dafür hat sich der Begriff Kataloganreicherung etabliert.  Inhaltsverzeichnisse sind inzwischen in tausenden von Bibliothekskatalogen und speziellen Suchsystemen zu finden. Die Inhaltsverzeichnisse von Zeitschriften werden unter dem Stichwort „Current Content“ bzw. „Online Content“ in und für Bibliotheken ausgewertet. Der GBV in Göttingen (Gemeinsamer Bibliotheksverbund) weist für Deutschland diese Inhalte zentral nach.